# Val de Mamet II
Val de Mamet II es un abrigo que contiene pinturas rupestres de estilo levantino. Está situado en el término municipal de Mequinenza (Aragón), en España. Contiguo a Val de Mamet I, este abrigo se abre al Sureste, con una separación de unos pocos metros. Se han documentado dos figuras pintadas, una de ellas muy bien conservada, representando un motivo soliforme o esteliforme en color rojo, con los extremos terminados en apéndices o dedos. La otra figura, de mayor tamaño, parece ser similar a la anterior, pero en muy mal estado de conservación.
El abrigo está incluido dentro de la relación de cuevas y abrigos con manifestaciones de arte rupestre considerados Bienes de Interés Cultural en virtud de lo dispuesto en la disposición adicional segunda de la Ley 3/1999, de 10 de marzo, del Patrimonio Cultural Aragonés. Este listado fue publicado en el Boletín Oficial de Aragón del día 27 de marzo de 2002. Forma parte del conjunto del arte rupestre del arco mediterráneo de la península ibérica, que fue declarado Patrimonio de la Humanidad por la Unesco (ref. 874-664). También fue declarado Bien de Interés Cultural con el código RI-51-0009509.